# UYBA Volley 2024-2025
Questa voce raccoglie le informazioni riguardanti la UYBA Volley nelle competizioni ufficiali della stagione 2024-2025.

## Stagione
Nella stagione 2024-25 la UYBA Volley assume la denominazione sponsorizzata di Eurotek UYBA Busto Arsizio.
Partecipa per la diciannovesima volta alla Serie A1; chiude la regular season di campionato al sesto posto in classifica, qualificandosi per i play-off scudetto, dove viene eliminata nella serie dei quarti di finali dalla Savino Del Bene. Accede quindi ai play-off Challenge Cup, uscendo al secondo turno, sconfitta dal Pinerolo.
Grazie al quinto posto al termine del girone di andata di campionato, la UYBA si qualifica per la Coppa Italia: è eliminata dalla competizione a seguito della gara persa nei quarti di finale contro l'AGIL.

## Organigramma societario
Area direttiva
- Presidente: Giuseppe Pirola
- Consigliere: Andrea Saini, Simone Facchinetti, Paolo Ferrario, Pierre Galoppi, Dan McClory, Alberto Libanori, Pietro Bersani, Margherita Giubilei
- Direttore generale: Mattia Moro
- Revisore legale dei conti: Pierpaolo Trupia
- Team manager: Greta Galliani

Area tecnica
- Allenatore: Giovanni Caprara (fino al 26 ottobre 2024), Enrico Barbolini (dal 26 ottobre 2024)
- Allenatore in seconda: Enrico Barbolini (dal 26 ottobre 2024), Filippo Lualdi (fino al 26 ottobre 2024)
- Scout man: Roberto Menegolo

Area comunicazione
- Addetto stampa: Giorgio Ferrario

Area sanitaria
- Fisioterapista: Marta Pedroli
- Preparatore atletico: Claudio Gaggini
- Nutrizionista: Atanasio De Meo, Alessandro Colletti
- Osteopata: Marco Coerezza

## Rosa
| N° | Nome               | Ruolo | Data di nascita   | Nazionalità sportiva |
| -- | ------------------ | ----- | ----------------- | -------------------- |
| 1  | Skyy Howard        | C     | 25 giugno 2001    | Stati Uniti          |
| 2  | Federica Pelloni   | L     | 26 dicembre 2002  | Italia               |
| 3  | Pleun van der Pijl | S     | 11 gennaio 2003   | Paesi Bassi          |
| 4  | Rebecca Piva       | S     | 1º maggio 2001    | Italia               |
| 5  | Ana Karina Olaya   | S     | 13 settembre 2002 | Colombia             |
| 6  | Silke Van Avermaet | C     | 2 giugno 1999     | Belgio               |
| 7  | Martina Morandi    | L     | 16 gennaio 2002   | Italia               |
| 8  | Giuditta Lualdi    | C     | 13 settembre 1995 | Italia               |
| 10 | Benedetta Sartori  | C     | 14 aprile 2001    | Italia               |
| 11 | Josephine Obossa   | O     | 20 maggio 1999    | Italia               |
| 12 | Giorgia Frosini    | O     | 29 novembre 2002  | Italia               |
| 14 | Laura Künzler      | S     | 25 dicembre 1996  | Svizzera             |
| 18 | Alexandra Lazić    | S     | 24 settembre 1994 | Svezia               |
| 19 | Jennifer Boldini   | P     | 6 aprile 1999     | Italia               |
| 20 | Francesca Scola    | P     | 15 settembre 2001 | Italia               |

## Mercato
| Acquisti                               | Acquisti           | Acquisti      | Acquisti   |
| R.                                     | Nome               | da            | Modalità   |
| -------------------------------------- | ------------------ | ------------- | ---------- |
| C                                      | Skyy Howard        | Voluntari     | definitivo |
| S                                      | Laura Künzler      | Nilüfer       | definitivo |
| L                                      | Martina Morandi    | Lecco Picco   | definitivo |
| O                                      | Josephine Obossa   | Casalmaggiore | definitivo |
| S                                      | Ana Karina Olaya   | UNI Opole     | definitivo |
| L                                      | Federica Pelloni   | Offanengo     | definitivo |
| P                                      | Francesca Scola    | Cuneo Granda  | definitivo |
| C                                      | Silke Van Avermaet | Mulhouse      | definitivo |
| S                                      | Pleun van der Pijl | Sneek         | definitivo |
| Trasferimenti nel corso della stagione |                    |               |            |
| S                                      | Alexandra Lazić    | Cuneo Granda  | definitivo |

| Cessioni                               | Cessioni          | Cessioni             | Cessioni   |
| R.                                     | Nome              | a                    | Modalità   |
| -------------------------------------- | ----------------- | -------------------- | ---------- |
| S                                      | Martina Bracchi   | Pinerolo             | definitivo |
| S                                      | Federica Carletti | Chieri '76           | definitivo |
| O                                      | Skylar Fields     | Orlando Valkyries    | definitivo |
| L                                      | Alessia Fini      | Mondovì              | definitivo |
| S                                      | Dominika Giuliani | Trentino             | definitivo |
| C                                      | Paola Rojas       | Changas de Naranjito | definitivo |
| L                                      | Wang Simin        | LOVB Madison         | definitivo |
| C                                      | Dominika Sobolska | Budowlani Łódź       | definitivo |
| P                                      | Kateřina Valková  | Alba-Blaj            | definitivo |
| L                                      | Giorgia Zannoni   | Roma Club            | definitivo |
| Trasferimenti nel corso della stagione |                   |                      |            |
| S                                      | Ana Karina Olaya  | Aras Kargo           | definitivo |

## Risultati

### Serie A1

#### Girone di andata
| 1ª giornata - 6 ottobre 2024 PalaVerde, Villorba                 | Imoco        | 3 - 0 | UYBA                 | 25-15, 25-22, 25-14               |
| 2ª giornata - 13 ottobre 2024 PalaPiantanida, Busto Arsizio      | UYBA         | 1 - 3 | Bergamo 1991         | 16-25, 25-18, 23-25, 17-25        |
| 3ª giornata - 20 ottobre 2024 PalaCampanara, Pesaro              | Megavolley   | 3 - 0 | UYBA                 | 25-21, 25-18, 25-15               |
| 4ª giornata - 27 ottobre 2024 PalaPiantanida, Busto Arsizio      | UYBA         | 3 - 1 | Savino Del Bene      | 25-22, 23-25, 25-20, 25-20        |
| 5ª giornata - 30 ottobre 2024 PalaMaddalene, Chieri              | Chieri '76   | 0 - 3 | UYBA                 | 22-25, 23-25, 23-25               |
| 6ª giornata - 3 novembre 2024 PalaPiantanida, Busto Arsizio      | UYBA         | 3 - 2 | Pinerolo             | 22-25, 29-27, 25-13, 20-25, 15-8  |
| 7ª giornata - 10 novembre 2024 Palalido, Milano                  | Pro Victoria | 3 - 2 | UYBA                 | 25-18, 18-25, 25-20, 18-25, 15-10 |
| 8ª giornata - 17 novembre 2024 PalaPiantanida, Busto Arsizio     | UYBA         | 3 - 0 | AGIL                 | 25-17, 25-21, 25-14               |
| 9ª giornata - 24 novembre 2024 PalaCastagnaretta, Cuneo          | Cuneo Granda | 0 - 3 | UYBA                 | 23-25, 18-25, 14-25               |
| 10ª giornata - 30 novembre 2024 PalaPiantanida, Busto Arsizio    | UYBA         | 3 - 1 | Firenze              | 17-25, 25-20, 25-15, 25-19        |
| 11ª giornata - 4 dicembre 2024 PalaPiantanida, Busto Arsizio     | UYBA         | 3 - 1 | Black Angels Perugia | 30-28, 25-22, 23-25, 25-18        |
| 12ª giornata - 8 dicembre 2024 Palazzetto dello Sport, Roma      | Roma Club    | 0 - 3 | UYBA                 | 17-25, 20-25, 23-25               |
| 13ª giornata - 14 dicembre 2024 Palazzetto dello Sport, Latisana | Talmassons   | 2 - 3 | UYBA                 | 26-24, 20-25, 21-25, 25-21, 12-15 |

#### Girone di ritorno
| 14ª giornata - 29 gennaio 2025 PalaPiantanida, Busto Arsizio                | UYBA                 | 0 - 3 | Imoco        | 15-25, 22-25, 19-25               |
| 15ª giornata - 26 dicembre 2024 PalaFacchetti, Treviglio                    | Bergamo 1991         | 3 - 0 | UYBA         | 26-24, 25-18, 25-21               |
| 16ª giornata - 5 gennaio 2025 PalaPiantanida, Busto Arsizio                 | UYBA                 | 3 - 1 | Megavolley   | 25-11, 17-25, 25-16, 29-27        |
| 17ª giornata - 12 gennaio 2025 PalaWanny, Firenze                           | Savino Del Bene      | 3 - 0 | UYBA         | 25-18, 25-14, 25-17               |
| 18ª giornata - 15 gennaio 2025 PalaPiantanida, Busto Arsizio                | UYBA                 | 0 - 3 | Chieri '76   | 22-25, 20-25, 22-25               |
| 19ª giornata - 19 gennaio 2025 Palazzetto dello Sport, Villafranca Piemonte | Pinerolo             | 1 - 3 | UYBA         | 19-25, 25-22, 17-25, 20-25        |
| 20ª giornata - 26 gennaio 2025 PalaPiantanida, Busto Arsizio                | UYBA                 | 0 - 3 | Pro Victoria | 22-25, 23-25, 16-25               |
| 21ª giornata - 1º febbraio 2025 PalaTerdoppio, Novara                       | AGIL                 | 3 - 0 | UYBA         | 25-11, 25-15, 25-18               |
| 22ª giornata - 12 febbraio 2025 PalaPiantanida, Busto Arsizio               | UYBA                 | 3 - 0 | Cuneo Granda | 25-22, 25-17, 25-18               |
| 23ª giornata - 16 febbraio 2025 PalaWanny, Firenze                          | Firenze              | 2 - 3 | UYBA         | 25-23, 24-26, 25-19, 26-28, 13-15 |
| 24ª giornata - 22 febbraio 2025 PalaEvangelisti, Perugia                    | Black Angels Perugia | 2 - 3 | UYBA         | 17-25, 25-20, 25-22, 17-25, 14-16 |
| 25ª giornata - 26 febbraio 2025 PalaPiantanida, Busto Arsizio               | UYBA                 | 1 - 3 | Roma Club    | 25-19, 24-26, 23-25, 18-25        |
| 26ª giornata - 1º marzo 2025 PalaPiantanida, Busto Arsizio                  | UYBA                 | 3 - 2 | Talmassons   | 25-13, 25-27, 20-25, 25-18, 15-11 |

#### Play-off scudetto
| Quarti di finale (gara 1) - 9 marzo 2025 PalaWanny, Firenze             | Savino Del Bene | 3 - 1 | UYBA            | 25-14, 23-25, 25-14, 25-17        |
| Quarti di finale (gara 2) - 16 marzo 2025 PalaPiantanida, Busto Arsizio | UYBA            | 2 - 3 | Savino Del Bene | 25-19, 25-22, 23-25, 20-25, 20-22 |

#### Play-off Challenge Cup
| Secondo turno (andata) - 23 marzo 2025 Palazzetto dello Sport, Villafranca Piemonte | Pinerolo | 3 - 2 | UYBA     | 21-25, 25-17, 19-25, 25-19, 15-7  |
| Secondo turno (ritorno) - 30 marzo 2025 PalaPiantanida, Busto Arsizio               | UYBA     | 2 - 3 | Pinerolo | 22-25, 25-19, 19-25, 25-18, 14-16 |

### Coppa Italia
| Quarti di finale - 29 dicembre 2024 PalaTerdoppio, Novara | AGIL | 3 - 0 | UYBA | 28-26, 25-18, 25-19 |

## Statistiche

### Statistiche di squadra
| Competizione | Punti | In casa | In casa | In casa | In trasferta | In trasferta | In trasferta | Totale | Totale | Totale |
| Competizione | Punti | G       | V       | P       | G            | V            | P            | G      | V      | P      |
| ------------ | ----- | ------- | ------- | ------- | ------------ | ------------ | ------------ | ------ | ------ | ------ |
| Serie A1     | 41    | 15      | 8       | 7       | 15           | 7            | 8            | 30     | 15     | 15     |
| Coppa Italia | -     | 0       | 0       | 0       | 1            | 0            | 1            | 1      | 0      | 1      |
| Totale       | -     | 15      | 6       | 7       | 16           | 7            | 9            | 31     | 15     | 16     |

G = partite giocate; V = partite vinte; P = partite perse

### Statistiche dei giocatori
| Giocatore       | Serie A1 | Serie A1 | Serie A1 | Serie A1 | Serie A1 | Coppa Italia | Coppa Italia | Coppa Italia | Coppa Italia | Coppa Italia | Totale | Totale | Totale | Totale | Totale |
| Giocatore       | P        | PT       | AV       | MV       | BV       | P            | PT           | AV           | MV           | BV           | P      | PT     | AV     | MV     | BV     |
| --------------- | -------- | -------- | -------- | -------- | -------- | ------------ | ------------ | ------------ | ------------ | ------------ | ------ | ------ | ------ | ------ | ------ |
| J. Boldini      | 30       | 72       | 40       | 27       | 5        | 1            | 6            | 3            | 3            | 0            | 31     | 78     | 43     | 30     | 5      |
| G. Frosini      | 27       | 192      | 165      | 17       | 10       | 1            | 0            | 0            | 0            | 0            | 28     | 192    | 165    | 17     | 10     |
| S. Howard       | 10       | 16       | 10       | 4        | 2        | 0            | 0            | 0            | 0            | 0            | 10     | 16     | 10     | 4      | 2      |
| L. Künzler      | 29       | 290      | 245      | 21       | 24       | 1            | 20           | 17           | 1            | 2            | 30     | 310    | 262    | 22     | 26     |
| A. Lazić        | 8        | 17       | 17       | 0        | 0        | 0            | 0            | 0            | 0            | 0            | 8      | 17     | 17     | 0      | 0      |
| G. Lualdi       | 8        | 13       | 8        | 4        | 1        | 0            | 0            | 0            | 0            | 0            | 8      | 13     | 8      | 4      | 1      |
| M. Morandi      | 3        | 0        | 0        | 0        | 0        | 0            | 0            | 0            | 0            | 0            | 3      | 0      | 0      | 0      | 0      |
| J. Obossa       | 30       | 350      | 284      | 32       | 34       | 1            | 22           | 19           | 3            | 0            | 31     | 372    | 303    | 35     | 34     |
| A. Olaya        | 8        | 39       | 35       | 3        | 1        | -            | -            | -            | -            | -            | 8      | 39     | 35     | 3      | 1      |
| F. Pelloni      | 30       | 0        | 0        | 0        | 0        | 1            | 0            | 0            | 0            | 0            | 31     | 0      | 0      | 0      | 0      |
| R. Piva         | 29       | 410      | 351      | 35       | 24       | 1            | 25           | 23           | 1            | 1            | 30     | 435    | 374    | 36     | 25     |
| B. Sartori      | 30       | 231      | 170      | 42       | 19       | 1            | 8            | 7            | 1            | 0            | 31     | 239    | 177    | 43     | 19     |
| F. Scola        | 26       | 22       | 9        | 10       | 3        | 1            | 0            | 0            | 0            | 0            | 27     | 22     | 9      | 10     | 3      |
| S. Van Avermaet | 30       | 233      | 171      | 41       | 21       | 1            | 8            | 7            | 1            | 0            | 31     | 241    | 178    | 42     | 21     |
| P. van der Pijl | 1        | 3        | 3        | 0        | 0        | 0            | 0            | 0            | 0            | 0            | 1      | 3      | 3      | 0      | 0      |

P = presenze; PT = punti totali; AV = attacchi vincenti; MV = muri vincenti; BV = battute vincenti